# Скофелл-Пайк
Скофелл-Пайк (англ. Scafell Pike) — самая высокая гора в Англии, находится на северо-западе страны, в графстве Камбрия, на территории национального парка Лейк-Ди́стрикт (Озёрный край), имеет высоту 978 м (3209 футов) над уровнем моря.
Популярный туристический объект, входит в испытание "Национальные Три Вершины", где за 24 часа также надо забраться на Сноудон (1085м - самая высокая гора в Уэльсе) и Бен Невис (1345м - самая высокая гора в Шотландии).

## Топография
Линия Маквако (контурная линия Мэрилин Квалификация на 150 м ниже вершины) проходит по обе стороны ниже перевала Микледор, а также проходит вправо и ограничивает Скофелл.
Скофелл-Пайк имеет выступы по обе стороны гребня. Лингмелл, расположенный к северо-западу, рассматривается как отдельный холм. 